# Lista de membros do Evanescence
Esta é a lista de músicos que integram a banda de metal alternativo americana Evanescence, fundada em 1995 na cidade de Little Rock, pela vocalista, pianista e tecladista Amy Lee junto ao guitarrista Ben Moody. Atualmente o grupo tem cinco integrantes, sendo que Moody não está mais envolvido.
O Evanescence era popular na região de Little Rock, desde o lançamento de seus primeiros discos e o álbum demo, Origin (2000), porém só ganhou fama em todo mundo com o álbum Fallen (2003). O álbum de 2006, The Open Door, seguiu o sucesso de seu anterior permitindo com que o Evanescence realizasse diversos concertos em todo o mundo. Em 24 de outubro de 2003, durante uma turnê europeia do álbum Fallen, Ben Moody deixou a banda alegando diferenças criativas com os outros integrantes, tornando Amy Lee era a única integrante original. Após a perda do guitarrista, Terry Balsamo entrou no seu lugar como membro oficial. A banda entrou em um período de hiato, até o retorno em 2011 com o álbum auto-intitulado Evanescence. Antes disso, o Evanescence havia passado por muitas mudanças em todos os aspectos, como também em sua formação.

## Membros atuais
Amy Lee
Atividade: 1995-presente
Instrumentos: Vocais, piano, teclado, harpa
Contribuições na banda: Todos os discos
É a fundadora do Evanescence juntamente com Ben Moody, porém o mesmo saiu da banda em 2003, fazendo com que Amy         seja a única integrante original. Participou de todos os discos da banda desde o primeiro extended play em 1998 como o último álbum. Todas as canções passaram por Amy e foram compostas somente por ela, ou com outros membros.
Tim McCord
Atividade: 2006-presente
Instrumentos: Guitarra base (2022-presente), Baixo (2006-2022)
Contribuições na banda: Evanescence
Entrou na banda em 2006, substituindo o ex-baixista Will Boyd, porém não participou da gravação de The Open Door. É um dos principais compositores do álbum Evanescence.
Will Hunt
Atividade: 2007-presente
Instrumentos: bateria
Contribuições na banda: Evanescence
Will Hunt se juntou a banda em 2007, após a saída do baterista Rocky Gray. Participou da turnê The Open Door Tour a partir de maio daquele mesmo ano, e todo o álbum Evanescence. Entrou para o Evanescence junto com seu amigo Troy McLawhorn com quem tem uma banda chamada Dark New Day.
Troy McLawhorn
Atividade: 2007-presente
Instrumentos: Guitarra solo (2015-presente), vocais (2011-presente), Guitarra base (2007-2015)
Contribuições na banda: Evanescence
É integrante da banda desde 2007, substituindo o ex-guitarrista John LeCompt. Entrou para o Evanescence junto com seu amigo Will Hunt. Participou do álbum Evanescence. Após a saída de Terry Balsamo, McLawhorn se tornou o guitarrista solo.
Emma Anzai
Atividade: 2022-presente
Instrumentos: Baixo
Contribuições na banda: nenhuma
Entrou na banda em 2022.

## Ex-membros

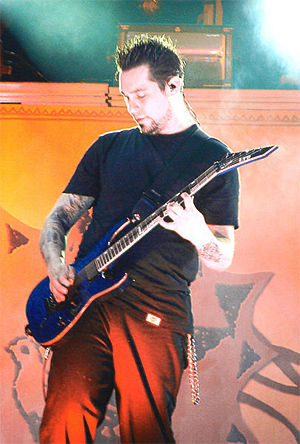
John LeCompt

David Hodges
Atividade: 1999-2003
Instrumentos: Vocais, teclado, bateria
Contribuições na banda: Sound Asleep EP, Origin, Fallen
Entrou para a banda em 1999 participando do segundo EP e o álbum demo lançado em 2000. Hodges também gravou o álbum Fallen em 2002, antes de sua saída em dezembro daquele ano.

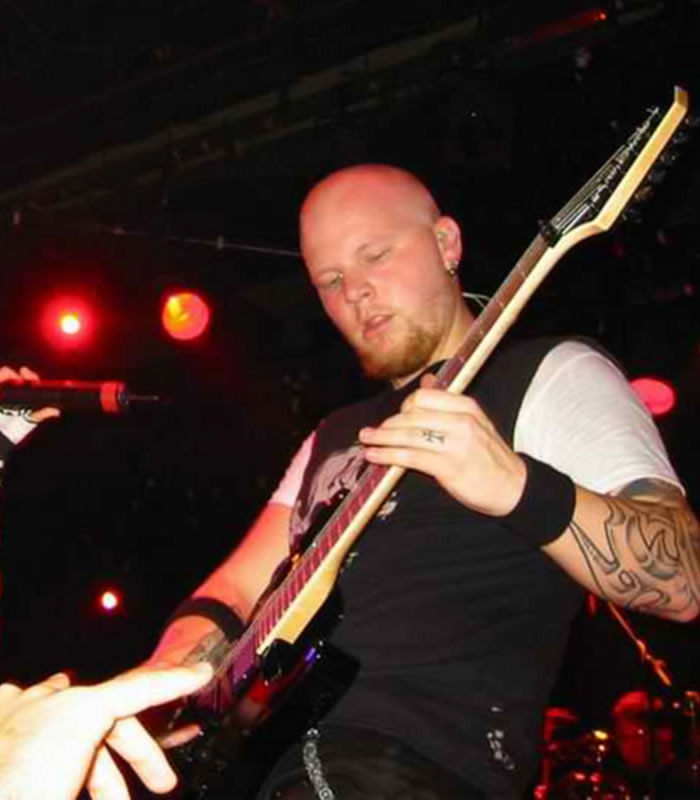
Ben Moody
Atividade: 1995-2003
Instrumentos: Guitarras, baixo,  bateria
Contribuições na banda: Todos os discos até o álbum Fallen
Ben fundou a banda com Amy em 1995 e deixou a banda em 2003, durante uma turnê europeia.
Will Boyd
Atividade: 2003-2006
Instrumentos: Baixo
Contribuições na banda: Evanescence EP, Fallen, Anywhere but Home, The Open Door
Entrou para a banda como o primeiro baixista em 2003, saindo em 2006 de forma amigável, alegando não poder viajar mais um extensa turnê, pois precisava de tempo com a família. Boyd também fez algumas participações no Evanescence EP em 1998. Antes de sua saída, ele gravou o álbum The Open Door.
John LeCompt
Atividade: 2002-2007
Instrumentos: Guitarra base, vocais
Contribuições na banda: Fallen, Anywhere but Home, The Open Door
Entrou na banda em 2003 junto com Rocky Gray, participando dos dois primeiros álbuns da banda. Saiu de forma conturbada em 2007 junto com Rocky, sendo demitidos por Amy Lee.
Rocky Gray
Atividade: 2002-2003, 2003-2007
Instrumentos: bateria
Contribuições na banda: Fallen, Anywhere but Home, The Open Door
Entrou na banda em 2003 como primeiro baterista, participando dos dois primeiros álbuns. Saiu em 2007, demitido por Amy Lee junto ao seu amigo John LeCompt
Terry Balsamo
Atividade: 2003-2015
Instrumentos: Guitarra solo
Contribuições na banda: Anywhere but Home, The Open Door, Evanescence
É o integrante mais antigo depois de Amy, substituiu Ben Moody após sua saída em outubro de 2003. Já participou das bandas Cold e Limp Bizkit antes de entrar no Evanescence. Terry deixou oficialmente a banda no dia 08/07 de 2015 por razões desconhecidas.
Jen Majura
Atividade: 2015-2022
Instrumentos: Guitarra base, vocais
Contribuições na banda: Nenhuma até o momento
Entrou para a banda banda em 2015, substituindo Terry Balsamo, que saiu da banda por motivos ainda desconhecidos. Além do Evanescence, Jen também já fez parte das bandas Black Thunder Ladies e Knorkator. Deixou a banda em 2022.

## Membros convidados
Josh Freese
Atividade: 2002-2003
Instrumentos: Bateria
Contribuições na banda: Fallen
Participou no primeiro álbum como convidado.
Francesco DiCosmo
Atividade: 2002-2003
Instrumentos: Baixo
Contribuições na banda: Fallen
Também participou no primeiro álbum como convidado.